# Primer molí
El Primer molí es un edificio histórico situado en Castellón de la Plana (España). En su origen se trataba de un molino harinero movido por las aguas de la acequia Mayor, sobre la cual se encuentra edificado.
En 2019, con la redacción del Catálogo de protecciones del nuevo plan general urbanístico que en ese momento se encontraba en tramitación, el espacio fue declarado Bien de relevancia local, aunque solo en el catálogo de patrimonio arquitectónico, ya que el de patrimonio etnológico no lo considera así. Sin embargo no ha sido incluido aún en el Inventario General del Patrimonio Cultural Valenciano (IGPCV).

## Ubicación
Como su nombre indica, se trata del primer molino situado sobre la acequia madre de la huerta castellonense —se ubicaba en la partida de Taxida— al norte del antigua villa, en el camino de Molins —actual avenida Capuchinos— desde el Toll —actualmente la plaza María Agustina—; siendo los otros el Segon molí, que todavía permanece en pie a poco más de 500 m hacia el noreste; y el Tercer molí, derribado en 1993, que se encontraba aproximadamente en el cruce de la circunvalación con dicho camino. Sin embargo no se trata del primer molino ubicado sobre esta acequia tras entrar en el término municipal de Castellón, ni del más antiguo de los que sobre ella se edificaron ya que en 1398 se contaban 6 en todo su recorrido;  pero sí fue el primero en ser integrado en el casco urbano de la ciudad y en ser rehabilitado, sucediendo esto entre 1989 y mediados de la década de 1990 cuando se cubrió el tramo de la acequia Mayor entre la plaza de Juan XXIII y la plaza que se urbanizó alrededor del edificio.

## Historia
El Primer molí es una de las construcciones más antiguas de Castellón. Inicialmente, en el siglo XIV, era una pequeña construcción de poco valor económico que pertenecía a la familia Miró. Durante los siglos XV y XVI fue propiedad de la familia Català, convirtiéndose bajo sus manos en el mejor molino del término y el que más valor tenía, 5500 sueldos. En el siglo XVII pasó a manos de la familia Feliu. Ya en el siglo XX era propiedad de José Català, quien lo dejó en herencia a Antonio Català, que lo regentó hasta su cierre en 1972. Tras su rehabilitación por parte del Ayuntamiento de Castellón de la Plana acoge las dependencias de la Tenencia de alcaldía del distrito Norte, una Agencia pública de lectura, y la sede de la asociación vecinal de la zona. Anteriormente era más conocido de forma popular como el molino de Paco el Baró, y también aparece nombrado como Molí primer.
La construcción tiene un fuerte simbolismo, ya que es el lugar donde el sacerdote portador de la reliquia se cambia la capa pluvial de su vestimenta por la capa de romería la mañana del tercer domingo de Cuaresma en la celebración de la Romería de las Cañas al ermitorio de Santa María Magdalena, origen de las Fiestas de la Magdalena. Años después, debido al crecimiento urbano de la ciudad, se decidió alargar la procesión con la comitiva oficial de la romería hasta el Primer molí.

## Arquitectura

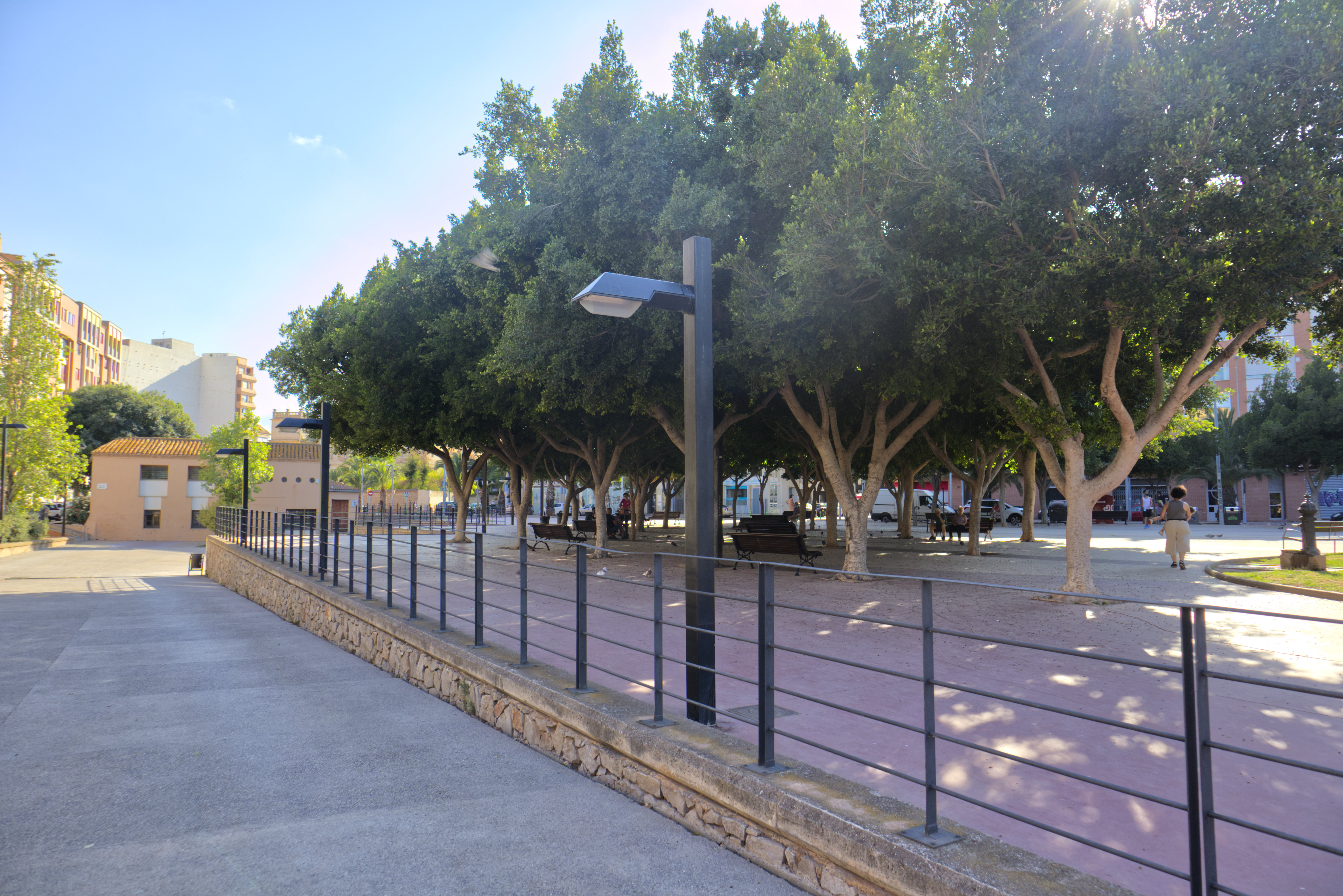
Vista de la plaza del Primer molí. En primer plano el recorrido de la acequia Mayor con el edificio del antiguo molino al fondo.

La construcción tendría sus orígenes en el siglo XIV, pero habría sido ampliamente reformado en el siglo XVIII. Hasta antes de la reforma podía distinguirse la estructura de origen medieval, una larga nave de una sola crujía dispuesta de forma transversal a la acequia, con dos plantas y cubierta a un agua. La fábrica es de mampostería, exceptuando la puerta de acceso construida con sillares y los arcos de entrada y salida de la acequia que se construyeron de ladrillo. Más tarde se construyeron varias dependencias anexas destinadas a caballeriza, vivienda y almacén. En sus últimas décadas de funcionamiento, en su interior se encontraban dos juegos de muelas sobre banco y grúa común, una catalana para moler maíz y otra francesa para moler trigo. En el piso superior, que antaño se usó como almacén, de finales del siglo XIX a principios del siglo XX se realizaba la limpia, y posteriormente se instaló la cernedora que clasificaba las harinas obtenidas. Por debajo de la construcción se encontraba el cajero de la acequia, cuyas aguas entraban a través de unas compuertas. Esta zona se dividía en tres vanos, dos se correspondían con los cárcavos donde estaban los rodillos y el otro al derramador para la circulación libre del agua. El salto de agua se realizaba mediante rampas con canales descubiertos que hacían incidir el chorro de agua sobre los rodillos.
La rehabilitación acometida en el edificio desdibujó por completo la fachada y el sentido de la construcción, eliminando sus elementos característicos para adaptarlo a su nueva función sin relación alguna con su historia. El único guiño a la antigua función del edificio se produce en la fachada norte, donde unas baldosas azules en el pavimento marcan donde se encontraba el salto del molino en la acequia.